# Liv Kristine

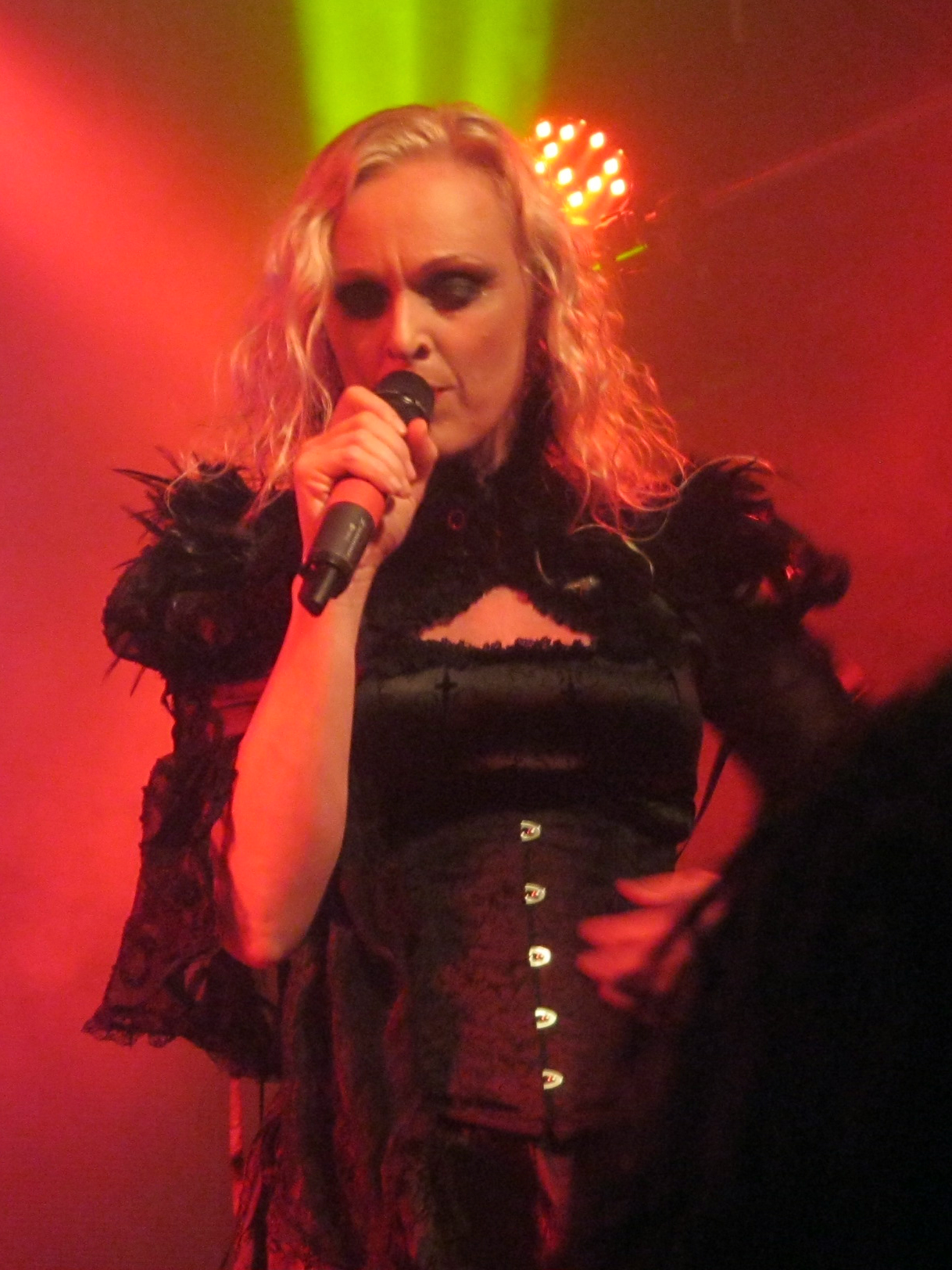
Liv Kristine Espenæs Krull im Februar 2016

Liv Kristine Espenæs, von 2003 bis 2017 Liv Kristine Espenæs Krull, besser bekannt als Liv Kristine (geboren 14. Februar 1976 in Stavanger, Norwegen), ist eine norwegische Sängerin. Sie wurde mit Theatre of Tragedy bekannt und trat darauf folgend erfolgreich als Gastsängerin bei diversen Gruppen sowie als Solokünstlerin und Sängerin weiterer Bands wie Leaves’ Eyes in Erscheinung.

## Leben
Liv Kristine Espenæs Krull wurde als Liv Kristine Espenæs am 14. Februar 1976 in der norwegischen Hafenstadt Stavanger geboren. Sie wuchs in Stavanger auf. Ihre Eltern begeisterten sie früh für Musik. Zu ihren frühen Einflüssen zählte sie Madonna und Black Sabbath. Mit 10 Jahren beteiligte sie sich an ihrem ersten Bandprojekt. Ihre jüngere Schwester ist Carmen Elise Espenæs, Sängerin der Band Midnattsol. Zu Beginn der 2000er Jahre zog Espenæs nach Deutschland. Am 3. Juli 2003 heiratete sie ihren langjährigen Partner Alexander Krull, den Sänger von Atrocity. Im Dezember des gleichen Jahres wurde der gemeinsame Sohn geboren. Im Jahr 2016 gab das Ehepaar, das durch die jahrelange musikalische Zusammenarbeit eng miteinander verbunden war, die berufliche und private Trennung bekannt. Seit dem Jahr 2021 ist Liv Kristine Espenæs erneut verheiratet.

## Karriere

### Theatre of Tragedy
1993 schloss Espenæs sich der Band Theatre of Tragedy an. Ursprünglich als Backgroundsängerin engagiert, war sie neben Vokalist Raymond später gleichberechtigte Duettpartnerin. 1994 nahmen Theatre of Tragedy ihr erstes Demo-Band auf und erhielten einen Plattenvertrag. Ein halbes Jahr später wurde das Debütalbum Theatre of Tragedy mit Produzent Dan Swanö aufgenommen und im Sommer 1995 veröffentlicht. Durch den Kontrast von dunklen männlichen Growling und klarem weiblichem Gesang wurden Theatre of Tragedy zum frühen Sinnbild des „Beauty and Beast“-Phänomens der späten 1990er Jahre. Das Nachfolgewerk Velvet Darkness They Fear wurde 1996 veröffentlicht. In den darauf folgenden Jahren veröffentlichte die Band Aégis, Musique und Assembly.
Im August 2003 gaben Theatre of Tragedy ihre Trennung von Espenæs bekannt. Espenæs, die zuvor nach Deutschland gezogen war, verlor in den vorausgegangenen Jahren zunehmend den Bezug zu den Mitgliedern von Theatre of Tragedy und wurde noch im Jahr der Veröffentlichung von Assembly via E-Mail über ihr Ausscheiden informiert. Selbst benannte sie ein unstetes Bandgefüge über mehrere Jahre als Hauptproblem und Grund für eine wachsende Missgunst in der Gruppe, die ihrer Ansicht nach zu ihrem Ausschluss führte. Die Bandmitglieder hingegen gaben ihr gegenüber an, dass ein radikaler Schnitt nötig gewesen sei um eine akute Krise zu überwinden.

### Solokünstlerin und Gastsängerin
Im März 1998 erschien unter dem Namen Deus ex Machina Espenæs' erstes Soloalbum, welches unter anderem ein Stück mit Paradise-Lost-Sänger Nick Holmes enthält, welches in der Folge Dagoberts Enkel der deutschen Krimiserie Tatort am 25. Juli 1999 eingesetzt wurde. Es wurden 35.000 Exemplare abgesetzt. Im Februar 2006 erschien ihr zweites Soloalbum Enter My Religion, dem folgten 2010 Skintight, 2012 Libertine und 2014 Vervain.
Espenæs ist häufig Gast-Sängerin bei Atrocity und anderen Bands, unter anderem 18 Summers, WeltenBrand, Heavenwood, Genius und Immortal Rites. Als einer ihrer bekanntesten Gastauftritte wird das Duett Nymphetamine mit Cradle of Filth betrachtet, welches 2004 für den Grammy Award for Best Metal Performance nominiert wurde.
Im Juli 2016 unterstützte Espenæs Eluveitie während der damaligen Tour als Gastsängerin. Im Jahr 2022 wurden Lieder zusammen mit Tales of a Sleeping Giant veröffentlicht, die stark an ihre Anfangszeit erinnerten, als Sängerin bei Theatre of Tragedy.

### Leaves’ Eyes
Gemeinsam mit Musikern von Atrocity gründete Espenæs im Sommer 2003 die Band Leaves’ Eyes.  Im Frühjahr 2004 veröffentlichten Leaves’ Eyes das Debütalbum Lovelorn bei Napalm Records und koppelten die Single Into Your Light aus. Das zweite Album Vinland Saga erreichte im Juni 2005 Platz 62 der Deutschen Media Control Charts, die Auskopplung Elegy hielt sich vier Wochen in den Singlecharts und erreichte mit Platz 76 ihre höchste Platzierung. Es folgten Tourneen, unter anderem in den USA und Australien. 2009 wurde die DVD We came with the Northern Winds / En Saga I Belgia veröffentlicht und erreichte Platz 11 der deutschen DVD Charts. Es folgten die Alben Njord 2009 und Meredead 2011. Im April 2016 gaben Leaves’ Eyes bekannt, dass sich die Band von Espenæs aus persönlichen Gründen getrennt habe.

### Midnattsol
Nach ihrem Weggang bei Leaves’ Eyes wurde Liv Kristine an der Seite ihrer Schwester Carmen Elise Espenæs Ende des Jahres 2017 Sängerin von Midnattsol. 2018 erfolgte mit dem Album The The Aftermath ihr Debüt als gleichgestellte Sängerin an der Seite ihrer Schwester Carmen bei Midnattsol.

### Coldbound
Es folgte im Oktober 2020 ihr Beitritt als Sängerin der in Hudiksvall beheimateten finnischen Melodic-Death-Metal-Band Coldbound. Sie feierte ihr Debüt auf der Single-Auskopplung Slumber of Decay, die auf Download- und Streaming-Portalen am 5. Februar 2021 veröffentlicht wurde.

## Diskografie
| Solowerke - 3am (Single, 1998) - Deus Ex Machina (Album, 1998) - Take Good Care (Single, 1998) - 3am – Fanedition (Single, 1999) - One Love (Single, 1999) - Fake a Smile (Single, 2006) - Enter My Religion (Album, 2006) - Skintight (Single, 2010) - Skintight (Album, 2010) - Libertine (Album, 2012) - Vervain (Album, 2014) - Have Courage Dear Heart (Album, 2021) - River of Diamonds (Album, 2023) - Amor Vincit Omnia (Album, 2025) | Mit Theatre of Tragedy - Theatre of Tragedy (Album, 1995) - Velvet Darkness They Fear (CD, 1996) - Der Tanz der Schatten (Single, 1996) - A Rose for the Dead (EP, 1997) - Cassandra (Single, 1998) - Aégis (Album, 1998) - Theatre of Tragedy Shape (MCD, 1999) - Image (Single, 2000) - [’mju:zik] Musique (Album, 2000) - Inperspective (EP, 2000) - Machine (Single, 2000) - Closure:Live (Album, 2001) - Assembly (Album, 2002) | Mit Leaves’ Eyes - Into Your Light (Single, 2004) - Lovelorn (Alb, 2004) - Elegy (Single, 2005) - Vinland Saga (CD, 2005) - Legend Land (EP, 2006) - We Came with the Northern Winds/En Saga I Belgia (DVD+Live-CDs, 2009) - My Destiny (EP, 2009) - Njord (Album, 2009) - Melusine (EP, 2011) - Meredead (Album, 2011) - Symphonies of the Night (Album, 2013) - King of Kings (Album, 2015) | Midnattsol - The Aftermath (Album, 2018) Coldbound - Slumber of Decay (Digital, 2021) |

Gastauftritte (Auswahl)
- Heavenwood: Downcast / Swallow (1998)
- Atrocity & Silke Bischoff: Blue Moon (1998)
- WeltenBrand: The Devil Gets the Profiteer / Der Untergang von Trisona (1999)
- Das Ich: Des Satans neue Kleider – Atrocity Remix / Re-laborat (2000)
- Atrocity: More / Sampler Thank You – A Tribute to The Sisters of Mercy (2000)
- Genius: To Be Free / A Rock Opera Part II (2004)
- Cradle of Filth: Nymphetamine / Nymphetamine (2004)
- Atrocity: Atlantis (CD, 2004)
- Umbra et Imago: Ein letztes Mal – Leaves’ Eyes Remix / Motus Animi (2005)
- Delain: Lucidity – See Me in Shadow, Day for Ghosts (2006)
- Atrocity: Werk 80 II (CD, 2008)
- Doro: Celebrate (Full Metal Female Version) (EP, 2008)
- Samsas Traum: Niemand, niemand anderem als dir (2013)
- Týr: The lay of our love (2013)
- Hydra: CCC – Swath Of Destruction / Malachite Skies (2015)
- Eluveitie: A Rose for Epona (2016)
- Eluveitie: The Call of the Mountains (2016)
- Tanzwut: Stille Wasser (2016)
- Akoma: Revangels (2017)
- Cradle of Filth:  Vengeful Spirit (2017)
- Orden Ogan: Come with Me to the Other Side (2017)
- Primal Fear: Born with a Broken Heart (2017)
- Undying:  The Light of My Name (2017)
- Ben Blutzukker: Crucified (2018)
- Lux: The Grand Design  (2018)
- Savn: The End (2018)
- Ben Blutzukker: Queen of the Nite (2019)
- Eluveitie: A Song for Epona (2019)
- Myrkgand:  Chthonian Cyclops (2019)
- Out of Order: On the Rise (2019)
- The Sabbathian: Head of a Traitor (2019)
- Basement Prophecy & Tanja Hansen: The Silence of the Tide (2020)
- Glassgod: Mankind (2020)
- Tales of a Sleeping Giant: Summer’s End (2022), Morgana (2022), Lost in Emptiness (2022) – Myths, Tales and Disasters (2022)
- Don’t drop the Sword: „A Murder of Ravens“ (2023)